# Уапанго (фильм, 2004)
«Уапанго» (исп. Huapango) — фильм мексиканского режиссёра Ивана Липкиса по мотивам драмы Шекспира «Отелло».

## Сюжет и художественные особенности
Сюжет шекспировской трагедии перенесён в штат Тамаулипас современной Мексики.
На репетиции местной танцевальной труппы во время подготовки к национальному танцевальному фестивалю, одна из ведущих танцовщиц Хулия объявляет о своей помолвке с Отилио, богатейшим ранчеро штата. Это вызывает отчаяние у тайно в неё влюблённого её партнёра по танцу уапанго, Сантьяго. В день свадьбы подвыпивший жених пытается поучаствовать в родео, что заканчивается травмой и временно приковывает его к больничной койке. Хулия, поначалу не оставлявшая мужа, под давлением коллег и поклонников возвращается к активным репетициям, а её супруг проводит дни большей частью в одиночестве. Используя своё хорошее знакомство с мужем и женой, Сантьяго провоцирует у Отилио неуверенность в собственных силах и верности своей жены. Роль вызывающего развязку платка выполняет блузка Хулии ручной работы, похищенная Сантьяго, подложенная поклоннику танцовщиц Фелипе и найденная полицией в его разбитом грузовике. В ярости, подстёгнутой алкоголем, Отилио душит жену и стреляется сам; на место трагедии прибывают друзья и родственники, однако слишком поздно.
Фильм привлёк внимание шекспироведов, рассматривающих его в ключе преломления «международно-британского» сюжета Шекспира при экранизации на фоне национальных традиций и национального восприятия.

## В ролях
| Актёр               | Роль                                  |
| ------------------- | ------------------------------------- |
| Алехандро Томмаси   | Отилио (эквивалент Отелло у Шекспира) |
| Лиссет Саласар      | Хулия (эквивалент Дездемоны)          |
| Мануэль Ландета     | Сантьяго (эквивалент Яго)             |
| Альфредо Кастильо   | Фелипе (эквивалент Кассио)            |
| Горетти Липкис      | Маргарита                             |
| Рафаэль Ромеро      | Начо                                  |
| Алисия Сандоваль    | Белен                                 |
| Мария Элена Веласко | хореограф ансамбля                    |
| Альфредо Севилья    |                                       |

## Съёмочная группа
В съёмках картины принимали активное участие четыре члена одной артистической семьи: сценарий был написан по мотивам драмы Шекспира известной мексиканской кинематографисткой Марией Эленой Веласко и её детьми от хореографа Хулиана де Мериче (настоящее имя Владимир Липкис) Иваном и Иветтой Липкис; режиссёром выступил Иван Липкис, а Мария Веласко и ещё одна её дочь Горетти Липкис также сыграли в фильме вспомогательные роли. Они же, по крайней мере, частично спродюсировали и финансировали фильм.
Помимо них, над фильмом работали
- Художник-постановщик: Фернандо Эстрада
- Операторы: Альберто Ли, Алехандро Арриоха (steadicam)
- Композиторы: Ольга Кассаб, Роландо Рейес
- Монтажёры: Сигфридо Бархау, Жанетта Русс
- Звукооператор: Мигель Анхель Молина

## Награды
Премия «Серебряная богиня» от Общества киножурналистов Мексики, в пяти категориях
- Лучший фильм[3]
- Лучшая режиссёрская работа (Иван Липкис)
- Лучшая мужская роль (Алехандро Томмаси)
- Лучшая мужская роль второго плана (Мануэль Ландета)
- Актриса-открытие года (Лиссет Саласар)[4][5][6]

Мексиканская национальная кинопремия «Ариэль»
- В категории «Лучший адаптированный сценарий» (Иван Липкис, Иветта Липкис, Мария Элена Веласко)[3][7]

Премия «Браво»
- Актриса-открытие года (Лиссет Саласар)